# Antarchaea pryeri
Antarchaea pryeri là một loài bướm đêm trong họ Noctuidae.